# David O'Connor
David O'Connor (Washington, 18 de enero de 1962) es un jinete estadounidense que compitió en la modalidad de concurso completo. Su esposa, Karen Lende, compitió en el mismo deporte.
Participó en dos Juegos Olímpicos de Verano, obteniendo en total tres medallas, plata en Atlanta 1996, en la prueba por equipos (junto con Karen O'Connor, Bruce Davidson y Jill Henneberg), y oro y bronce en Sídney 2000, individual y por equipos (con Nina Fout, Karen O'Connor y Linden Wiesman).
Ganó dos medallas en el Campeonato Mundial de Concurso Completo, oro en 2002 y bronce en 1998, y dos medallas en los Juegos Panamericanos de 1999.

## Palmarés internacional
| Juegos Olímpicos     | Juegos Olímpicos              | Juegos Olímpicos  | Juegos Olímpicos |
| Año                  | Lugar                         | Medalla           | Categoría        |
| -------------------- | ----------------------------- | ----------------- | ---------------- |
| 1996                 | Atlanta (Estados Unidos)      | Medalla de plata  | Por equipos      |
| 2000                 | Sídney (Australia)            | Medalla de oro    | Individual       |
| 2000                 | Sídney (Australia)            | Medalla de bronce | Por equipos      |
| Campeonato Mundial   |                               |                   |                  |
| Año                  | Lugar                         | Medalla           | Categoría        |
| 1998                 | Roma (Italia)                 | Medalla de bronce | Por equipos      |
| 2002                 | Jerez de la Frontera (España) | Medalla de oro    | Por equipos      |
| Juegos Panamericanos |                               |                   |                  |
| Año                  | Lugar                         | Medalla           | Categoría        |
| 1999                 | Winnipeg (Canadá)             | Medalla de oro    | Por equipos      |
| 1999                 | Winnipeg (Canadá)             | Medalla de plata  | Individual       |